# Dorfkirche Mechow

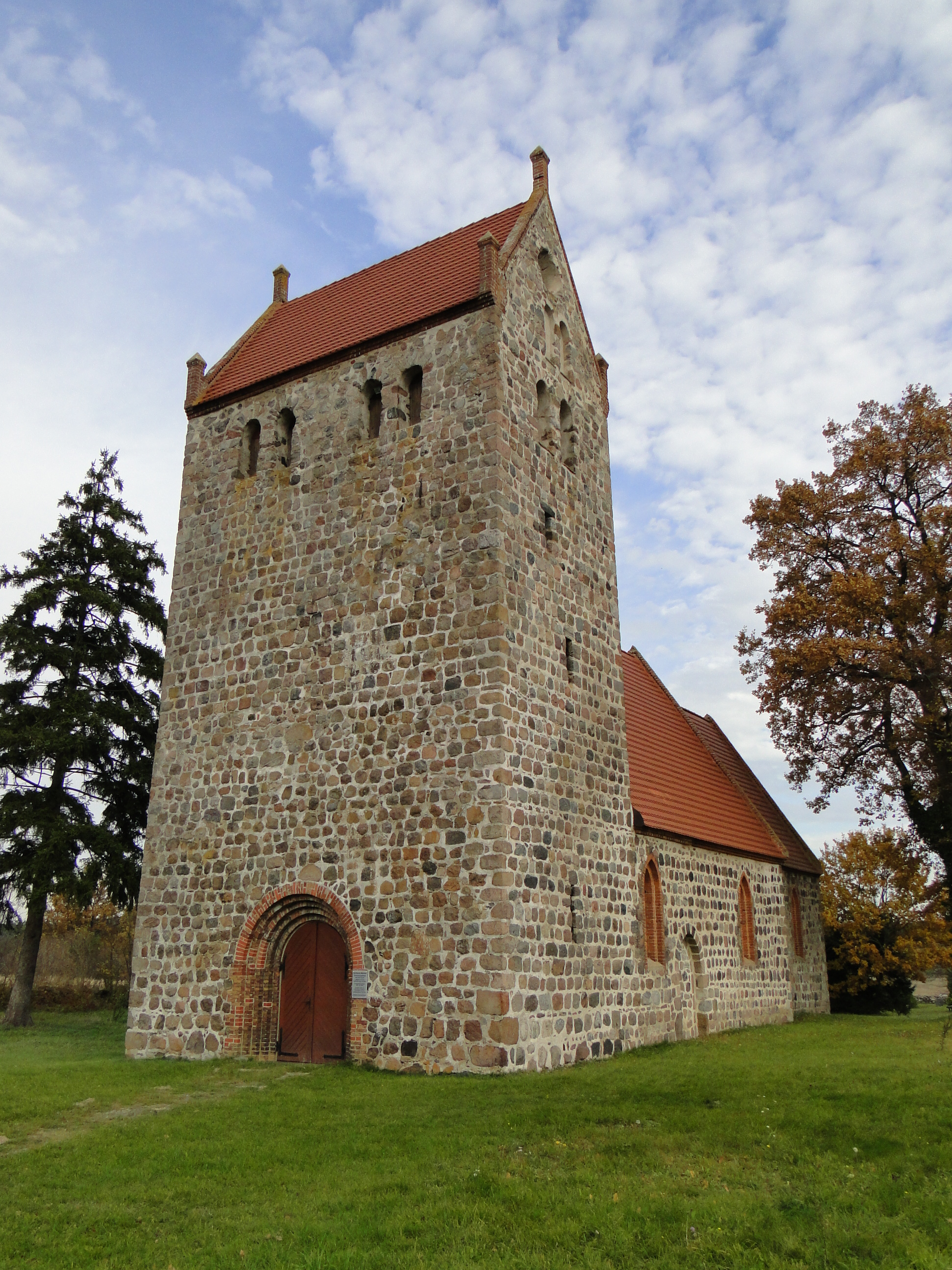
Dorfkirche Mechow, an der Südseite (rechte Außenwand) ist die zugemauerte Laienpforte zu erkennen

Die Dorfkirche Mechow ist eine evangelische Kirche in Mechow, einem Ortsteil der Gemeinde Feldberger Seenlandschaft in Mecklenburg-Vorpommern. Das gegen Ende des 13. Jahrhunderts komplett aus Feldsteinen errichtete Gebäude ist der Spätromanik zuzuordnen und hat durch seine Größe und ungewöhnliche Bauausführung eine besondere Bedeutung; einem bestimmten Heiligen ist sie nicht gewidmet.

## Geschichte
In dem Gebiet um das heutige Mechow hatte sich nach der Völkerwanderung der slawische Stamm der Redarier angesiedelt. Mit dem Amtsantritt von Norbert von Xanten, dem Stifter des Prämonstratenserordens, dem es gelungen war, den vakanten Bischofssitz in Havelberg neu zu besetzen, wurde die christliche Missionierung der Slawen nach dem Wendenkreuzzug 1147 weiter intensiviert. Mechow stand in jener Zeit unter der weltlichen Herrschaft der Askanier, die es 1271 den Prämonstratensern des Klosters Broda, einer Filiale des Prämonstratenserklosters Havelberg schenkten. 1290 kam es an das Zisterzienserinnenkloster Wanzka. Da von den Siedlern und Lokatoren ein Kirchenbau in solchen Dimensionen nicht allein leistbar war, kamen wahrscheinlich die professionellen und mobilen Bauhütten der Zisterzienser oder Prämonstratenser mit ihrem speziellen technischen Fachwissen für Planung und Ausführung zum Einsatz.

## Beschreibung
Die Mechower Dorfkirche besteht ausschließlich aus behauenen Feldsteinen der Umgebung. Sie steht auf einer erhöhten Fläche, die als Friedhof von einer trockenen Feldsteinmauer mit Rundbogenportal und Fußgängerpforte eingefasst ist. Bemerkenswert sind ihre dicken Grundmauern, die im Turm eine Stärke von bis zu zwei Metern erreichen. Das Mauerwerk besteht aus zwei Schalen, deren Zwischenraum aus Mörtelresten, Steinsplittern und unbearbeiteten Feldsteinen besteht. Die Abmessungen betragen im Innern des Kirchenschiffs 6,65 × 10,35 m, im Chor 5 × 6,65 m und im Innern des Turms 2,35 × 5,75 m auf Fußbodenniveau. Die Raumhöhe im Schiff beträgt 5,50 m.
Der Zugang erfolgte zunächst durch zwei im Kirchenschiff vorhandene Pforten, der Priesterpforte, noch heute vorhanden, sie wurde allerdings Ende des 19. Jahrhunderts vergrößert und mit gotisierenden Laibung aus Ziegelsteinen versehen, und der Laienpforte, die seit 1897 zugemauert ist. In dem gleichen Jahr wurde im Rahmen einer umfassenden Renovierung der ganzen Kirche der heute vorhandene rundbogige Eingang an der Westseite des etwa 15 Meter hohen Turms in Ziegelbauweise, ebenso wie die Fensterlaibungen, eingefügt. Bei der Gelegenheit entstand auch eine Treppe als neuer Zugang für die Obergeschosse des Turms. Im ersten Obergeschoss des Turms befindet sich die sogenannte „Jungfernstube“, die nur durch eine Maueröffnung von Dachboden des Kirchenschiffs zugänglich war. Dieser Raum sollte in unsicheren Zeiten Frauen und Kindern Schutz gewähren. Angeblich wurden dort auch Nonnen aus dem Kloster Wanzka untergebracht. In der Glockenstube befinden sich zwei Glocken; die eine stammt aus dem Jahr 1484, die andere wurde 1539 von Hinrich Witte aus Neubrandenburg gegossen.

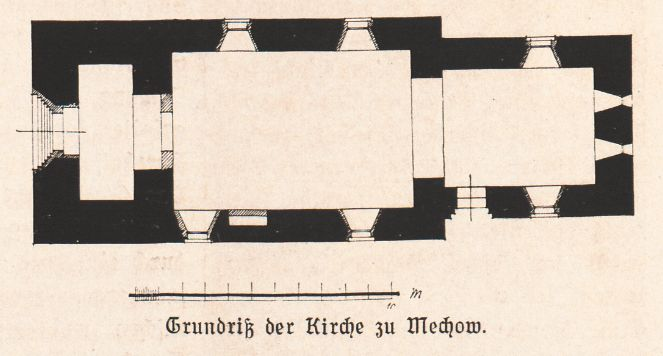
Grundriss des Kirchenschiffes in Mechow (aus Georg Krüger, 1925)

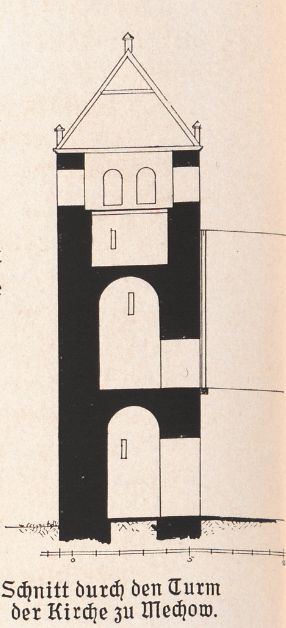
Schnitt durch den Turm der Dorfkirche Mechow von Süden (aus Georg Krüger, 1925)

Das Innere der Kirche ist seit der vorletzten grundlegenden Renovierung von 1897 schlicht gehalten. Die Ausstattung besteht aus einer Grüneberg-Orgel auf der Westempore von 1915 mit der Herstellungsnummer 722. Der Altartisch hat einen Kreuzaufsatz, außerdem eine Kanzel mit Verschlag und die für solche Kirchen üblichen Gedenktafeln an die Kriegsgefallenen von 1914/1918 und 1939/1945. Als Bauschmuck gibt es einen umlaufenden gemauerten Wandfries unterhalb der Balkendecke und im rechteckigen Chor.

## Quelle
- Erich Goetsch: Mechow: zur Geschichte einer kleinen bäuerlichen Siedlung in der Gemeinde Feldberger Seenlandschaft. Eigenverlag, Selm-Cappenberg 2004, OCLC 254985966 (krajinazaskolou.sk – Auszüge).